# Leccinellum lepidum
Leccinellum lepidum (Bouchet ex Essette) Bresinsky & Manfr. Binder, 2003 è un fungo edule appartenente alla famiglia delle Boletaceae. 
A volte presenta il gambo obeso e per questo motivo può essere scambiato dai cercatori meno esperti per una sorta di "porcino".

## Descrizione della specie

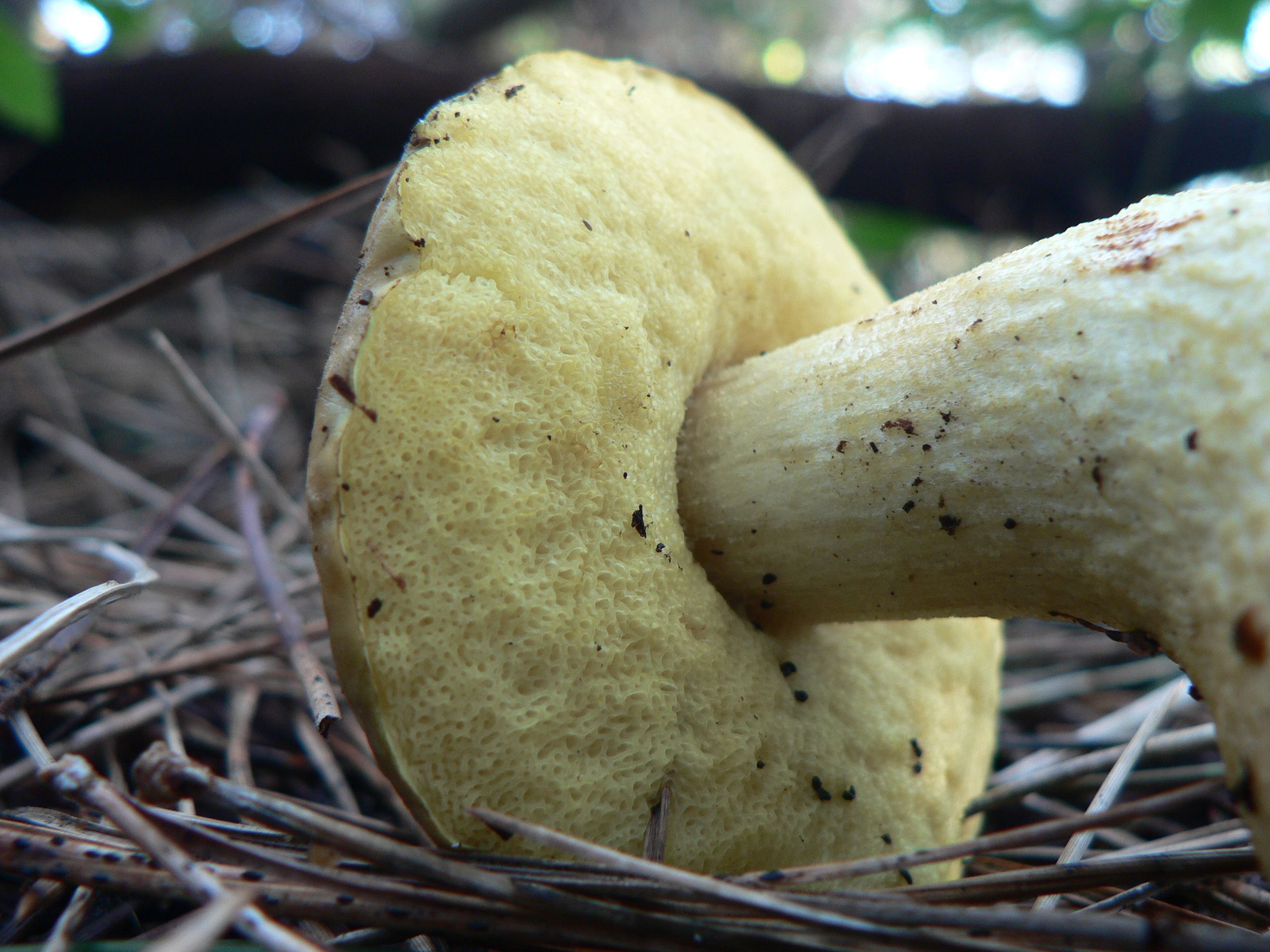
Particolare dell'imenio

### Cappello
Fino a 15 cm, inizialmente emisferico, poi convesso, infine piano o leggermente depresso al centro; sodo e consistente all'inizio, diventa molle col tempo.
Cuticolaviscida con l'umidità. Il colore varia dal nocciola all'ocra, fino al marrone scuro.

### Tubuli
Piuttosto lunghi, liberi, color giallo paglierino da giovani, poi giallo-sporco e verde oliva.

### Pori
Piccoli, circolari, concolori ai tubuli; diventano oliva per via della sporata.

### Gambo
Spesso molto lungo (fino a 13–14 cm), cilindrico, irregolare, a volte obeso. Color giallo sporco oppure giallo ocraceo, fibrilloso, tende a scurirsi col tempo.

Si può asportare facilmente dal cappello.

### Carne
Soda, fibrosa nel gambo, di colore giallo chiaro; al taglio vira al rosso chiaro.
- Odore: gradevole, leggero ed aromatico, come di muschio.
- Sapore: piuttosto grato, dolciastro.

### Spore

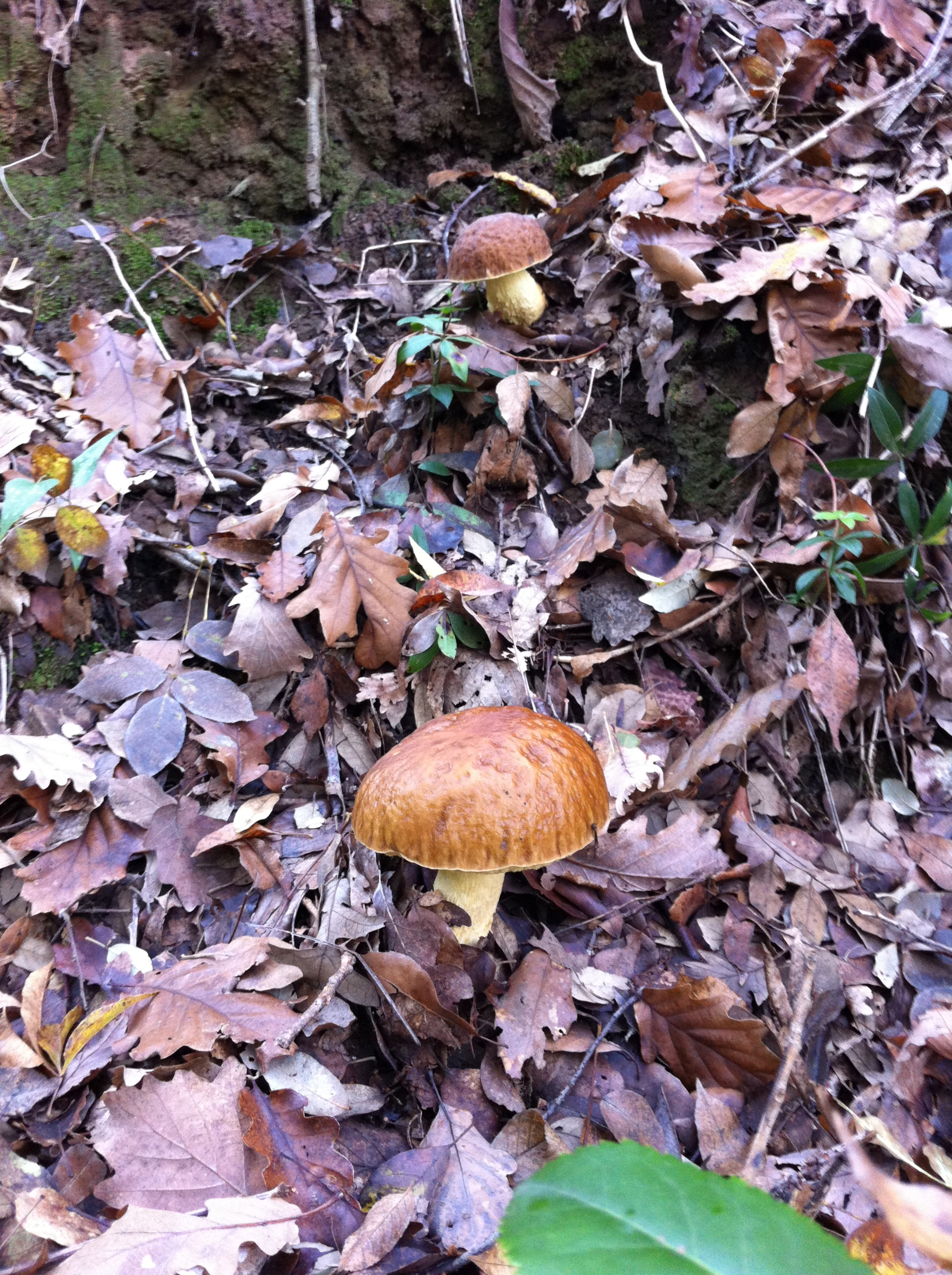
Leccini, rinvenuti a Sasso Pisano

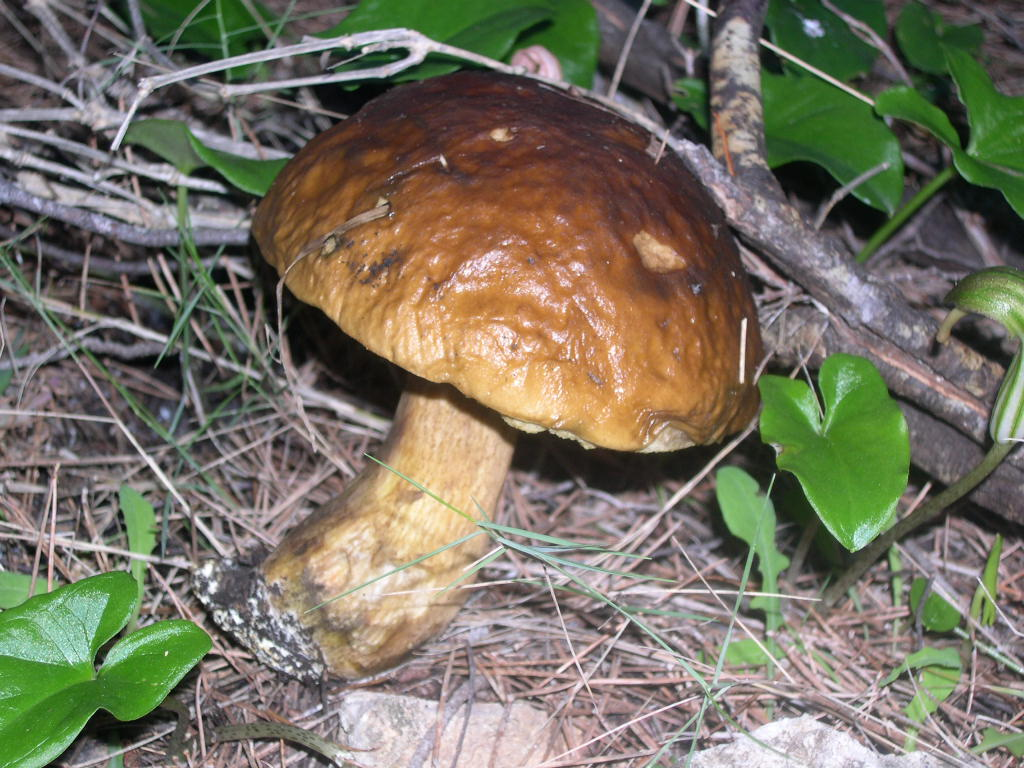
Esemplare di L. lepidum

Color oliva in massa.

## Habitat
Autunno, ma anche inverno, nei boschi di latifoglie, soprattutto lecci. Molto diffuso in regioni mediterranee.

## Commestibilità
Ottima da giovane, altrimenti buona. 
Si consiglia di eliminare i tubuli negli esemplari troppo vecchi.

## Etimologia
Dal latino lepidum = piacevole, per via dell'aspetto.

## Sinonimi e binomi obsoleti
- Boletus lepidus H. Bouchet ex Essette, Bull. trimest. Soc. mycol. Fr. 80(4, Suppl. Atlas): pl. 147 (1965) - basionimo
- Leccinum lepidum (H. Bouchet ex Essette) Bon & Contu, in Quadraccia, Docums Mycol. 14(no. 56): 32 (1985)
- Krombholziella lepida (H. Bouchet ex Essette) Bon & Contu, in Bon, Docums Mycol. 15(no. 59): 51 (1985)
- Krombholziella lepida (H. Bouchet ex Essette) Alessio, Boletus Dill. ex L. (Saronno): 465 (1985)
- Leccinum crocipodium var. lepidum (H. Bouchet ex Essette) Bon, Docums Mycol. 19(no. 75): 58 (1989)
- Leccinum lepidum (H. Bouchet ex Essette) Bon & Contu, Quad. Accad. Naz. Lincei 264: 103 (1990)

## Nomi comuni
- Leccino
- Porcinello
- Servo delle lizze (Lunigiana, Toscana, e dintorni)